# Marche des fiertés noires

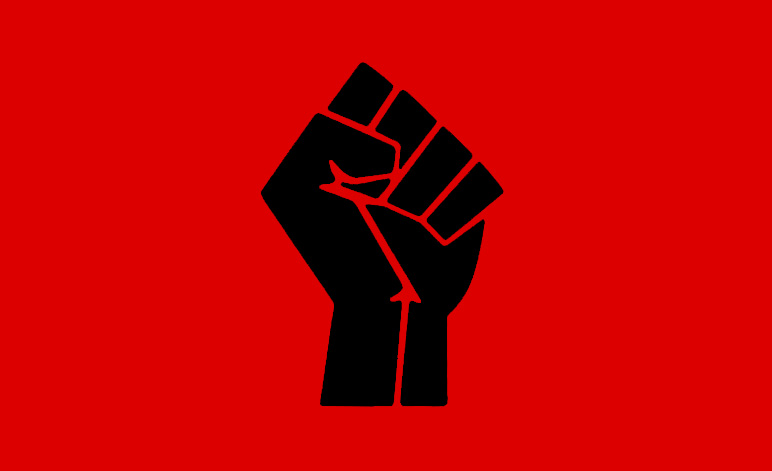
Un des symboles du mouvement

La marche des fiertés noires est un mouvement qui fait référence à la fierté de la culture noire. Les mouvements associés incluent le nationalisme noir, les panthères noires et l'afrocentrisme. L'événement a été initié en réponse aux cultures et idéologies blanches qualifiées comme « dominantes » par la communauté noire. Aux États-Unis, c'était une réponse directe au nationalisme blanc, en particulier lors du mouvement afro-américain des droits civiques, au cours duquel des personnalités ont pris la parole telles que Martin Luther King, Philip Randolph, Malcolm X et Stokely Carmichael.

## A l'échelle internationale

### Brésil
La marche est très répandue au Brésil, en particulier parmi les pauvres et dans la communauté artistique funk. George Yodis, spécialiste de la musique ethnique, dit que les jeunes se sont intégrés à la culture des noirs qui imprègnent l'industrie de la culture américaine et ont été confrontés à de nombreuses rumeurs d'incompétence culturelle. Bien qu'ils aient pris des ingrédients du hip-hop, leur style est toujours unique au Brésil (en particulier à Rio de Janeiro et à Sao Paulo).

### Jamaïque
La marche des fiertés noire est un thème central au sein du mouvement rastafari jamaïcain depuis sa naissance à la seconde moitié du XXe siècle. Il a été décrit comme « un rocher face à des expressions de supériorité blanche ». 